# NFL sezona 1935.
NFL sezona 1935. je 16. po redu sezona nacionalne lige američkog nogometa. 
Sezona je počela 13. rujna 1935. Utakmica za naslov prvaka je odigrana 15. prosinca 1935. u Detroitu u Michiganu na University of Detroit Stadiumu. U njoj su se sastali pobjednici istočne divizije New York Giantsi i pobjednici zapadne divizije Detroit Lionsi. Pobijedili su Lionsi rezultatom 26:7 i osvojili svoj prvi naslov prvaka NFL-a.

## Poredak po divizijama na kraju regularnog dijela sezone
| Istočna divizija    |     |     |     |      |     |     |
| Momčad              | Pob | Por | Ner | %    | P+  | P-  |
| New York Giants*    | 9   | 3   | 0   | 75,0 | 180 | 96  |
| Brooklyn Dodgers    | 5   | 6   | 1   | 45,5 | 90  | 141 |
| Pittsburgh Pirates  | 4   | 8   | 0   | 33,3 | 100 | 209 |
| Boston Redskins     | 2   | 8   | 1   | 20,0 | 65  | 123 |
| Philadelphia Eagles | 2   | 9   | 0   | 18,2 | 60  | 179 |

| Zapadna divizija  |     |     |     |      |     |     |
| Momčad            | Pob | Por | Ner | %    | P+  | P-  |
| Detroit Lions*    | 7   | 3   | 2   | 70,0 | 191 | 111 |
| Green Bay Packers | 8   | 4   | 0   | 66,7 | 181 | 96  |
| Chicago Bears     | 6   | 4   | 2   | 60,0 | 192 | 106 |
| Chicago Cardinals | 6   | 4   | 2   | 60,0 | 99  | 97  |

Napomena: * - pobjednici konferencije, % - postotak pobjeda, P± - postignuti/primljeni poeni

## Prvenstvena utakmica NFL-a
- 15. prosinca 1935. Detroit Lions - New York Giants 26:7

## Statistika po igračima
- Najviše jarda dodavanja: Ed Danowski, New York Giants - 794
- Najviše jarda probijanja: Doug Russell, Chicago Cardinals - 499
- Najviše uhvaćenih jarda dodavanja: Charley Malone, Boston Redskins - 433

## Vanjske poveznice
- Pro-Football-Reference.com, statistika sezone 1935. u NFL-u
- NFL.com, sezona 1935.